# Салон Дона и Баса
«Салон Дона и Баса» — газета, еженедельное общественно-политическое рекламно-информационное издание. Выпускалась с 1992 по 2011 год.
Печаталась на русском языке. Выходила в Донецке и распространялась в Донецке и Донецкой области. Свежие номера появлялись по вторникам (40 полос) и пятницам (92 полосы). В пятничном выпуске также выпускалась развлекательная вкладка «Пятница». Тираж вторничного номера 9000-10000 экземпляров, а пятничного 14000-15000 экземпляров.
Владелец: закрытое акционерное общество «Медиа-пресс».

## История издания
Издание начиналось, как газета бесплатных объявлений, задуманная группой энтузиастов (в значительной части — выпускников архитектурного факультета Макеевского инженерно-строительного института) во главе с Леонидом Цодиковым. В пилотных выпусках на первой странице публиковался рисунок Андрея Маковецкого, изображающий двух богемного вида граждан? о которых было сказано «Двое симпатичных дончан, архитекторы Дон и Бас решили создать Салон объявлений…» Содержание первых номеров формировалось из объявлений, собранных на автобусных остановках и столбах.
В октябре 1993 года, группой «Салона» было организовано издание массовой газеты «РиО» с тиражами до 470 тысяч экз. «РиО» была задуманна, как масштабный рекламоноситель, который разносили по всем почтовым ящикам Донецка и Макеевки. 24 января 1994 Издательский дом «Иванъ» (так к тому времени именовалось предприятие Цодикова и его друзей) затеял регулярную ежедневную газету «Весть». Это было ежедневное информационное издание, позиционирующее себя, как независимая информационная площадка. На автомобильных трассах Донецка появились автобусы с рекламой «соВЕСТЬ — лучший контролер!»
У истоков «РиО» и «Вести» стояли такие, ставшие со временем известными, фигуры, как Леонид Цодиков, Илья Вологуров, Андрей Маковецкий, Алексей Прудников, Игорь Шаповалов, две Елены Цодиковы (сестра и жена), Константин Старовойтов, Александр Слепушкин, Александр Величко, Константин Подловский и др. После появления «Вести», в компанию пришли журналисты Сергей Голоха, Нина Рыкова, Юрий Минин, Олег Измайлов, Евгений Ясенов, Михаил Попов, Игорь Галкин, Любовь Болотина, Игорь Кириченко, Руслан Мармазов, Александр Кучинский, Татьяна Голоха, Наталья Бирчакова, Дмитрий Чепилко, Лев Шмаев, Александр Алиев, Геннадий Дубовой, Игорь Гужва, Александр «Темс» Тимошенко и др.
28 августа 1997 года, на основе творческого коллектива «Вести», было организовано издание первого выпуска большой полноцветной газеты «Салон Дона и Баса».
С 1997 по 2011 год «Салон» занимал лидирующие позиции на рынке донецких медиа. С 2000 года получил аккредитацию в ДИИ МИДа РФ. C 1999 по 2011 год в газете работал известный донецкий фотожурналист Сергей Ваганов.
В первой половине 2000-х гг. «Салон» вошёл в состав медиа-империи АО Систем Кэпитал Менеджмент. Леонид Цодиков, Владимир Корнилов, Игорь Гужва, ряд др. перебрались в Киев, заняв различные должности в ЗАО «Сегодня Мультимедиа».
С 21 января 2011 года, решением Наблюдательного совета ЗАО «Медиа-Пресс», в связи с нерентабельностью предприятия, издание «Салон Дона и Баса» было прекращено. В 2003 году свою должность в ЗАО «Сегодня Мультимедиа» оставил Владимир Корнилов, в 2006 — Леонид Цодиков, в 2012 — Игорь Гужва. Другие ведущие журналисты «Салона» в разное время возглавили разные медийные проекты Донбасса. В настоящее время, акционеры ЗАО «Медиа-Пресс» не исключают возможность возобновления выпуска «Салон Дона и Баса»..

## Постоянные рубрики
Имела следующие постоянные рубрики:
- Главные новости
- Регион/Украина
- Мир
- Развлечения
- Аналитика
- Бизнес
- Спорт
- Авто
- Красота и здоровье
- Наука и техника
- Пятница
- Мнения

## Список главных редакторов
- Ирина Минакова (1992—1994)
- Татьяна Голоха (1994—1996)
- Олег Измайлов (и. о. гл. ред. — 1996)
- Леонид Цодиков (1996—2006)
- Евгений Ясенов (с октября 1998 года по декабрь 2006 был редактором отдела информации и зам. гл. редактора, с декабря 2006 по май 2007 года — главный редактор)
- Елена Герус (2007—2008)
- Александр Максюк (2009—2011, совмещал)

С 1994 по 2001 год в «Салон Дона и Баса» работал главный редактор газеты Сегодня (Киев) Игорь Гужва. С 2000 по 2003 — директор Киевского филиала Института стран СНГ Владимир Корнилов.